# Даєш радіо!
«Даєш радіо!» (рос. «Даёшь радио!») — радянський короткометражний художній фільм 1925 року, дебютна робота режисера Сергія Юткевича, знята на студії «Сєвзапкіно». Фільм не зберігся.

## Сюжет
Ексцентрична комедія, що пропагує радіофікацію.

## У ролях
- Борис Пославський — хуліган Федька Шпунт
- Петро Рєпнін — головна роль

## Знімальна група
- Автори сценарію: Стефан Грюнберг, Сергій Юткевич
- Режисери: Стефан Грюнберг, Сергій Юткевич
- Оператор: Альберт Кюн
- Художник: Сергій Юткевич